# 鴨川 (桶川市)
鴨川（かもがわ）は、埼玉県桶川市の町名。現行行政地名は鴨川一丁目及び鴨川二丁目。住居表示実施済み。郵便番号363-0024。

## 地理
埼玉県の中央地域（県央地域）で桶川市南東部の大宮台地上に位置する。北は泉、西は下日出谷、南は上尾市の井戸木、泉台、東は若宮に隣接している。地区内は主に住宅地域となっている。

### 地価
住宅地の地価は、2015年1月1日の公示地価によると、鴨川2-5-3の地点で12万3000円/m2となっている。

## 歴史
この地域はかつて大石村大字井戸木であった。大石村が上尾町と合併した後で当時の大字井戸木の一部が桶川町に編入され、その地域は桶川町大字井戸木として存在していたが後にこの地域で住居表示が行われ、鴨川という町名が誕生した。
- 1968年（昭和43年） - 桶川町大字桶川、大字井戸木の一部から住居表示を実施して鴨川一丁目・二丁目が成立[7][4]。大字桶川、大字井戸木の各一部から一丁目、大字井戸木の一部から二丁目が成立[4]。
- 1970年（昭和45年）11月3日 - 桶川町が市制施行し、桶川市の町丁となる[4][8]。
- 1989年（平成元年）5月1日 - 桶川市と上尾市との境界変更を実施、鴨川二丁目の一部[9]を上尾市に編入し、井戸木一丁目〜三丁目、中妻五丁目の各一部を桶川市側に編入する[10][11][12]。

### 地名の由来
地名はこの周辺に水源のある鴨川に由来する。1丁目付近に水源があるが、暗渠になっていて、桶川市内ではほとんど水面を見ることはない。また「鴨川水源の碑」があるが、それは隣接する若宮の市民ホールの隅にある。

## 世帯数と人口
2017年（平成29年）10月1日現在の世帯数と人口は以下の通りである。
| 丁目       | 世帯数    | 人口    |
| ---------- | --------- | ------- |
| 鴨川一丁目 | 1,152世帯 | 2,593人 |
| 鴨川二丁目 | 249世帯   | 522人   |
| 計         | 1,401世帯 | 3,115人 |

## 小・中学校の学区
市立小・中学校に通う場合、学区は以下の通りとなる。
| 丁目       | 番地 | 小学校               | 中学校             |
| ---------- | ---- | -------------------- | ------------------ |
| 鴨川一丁目 | 全域 | 桶川市立桶川西小学校 | 桶川市立桶川中学校 |
| 鴨川二丁目 | 全域 | 桶川市立桶川西小学校 | 桶川市立桶川中学校 |

## 交通
地区内に鉄道は敷設されていない。最寄り駅は高崎線桶川駅である。

### 道路
- 埼玉県道57号さいたま鴻巣線 - 地区の西端で掠めている。旧井戸木中野林浦和線。

## 施設
1丁目
- 農業改良普及センター
- 桶川市保健センター
- 桶川市商工会館
- 桶川ときわ幼稚園
- 川口信用金庫
- 東観団地[4]

2丁目
- 鴨川公園
- 武蔵野銀行